# Hercostomus santosi
Hercostomus santosi är en tvåvingeart som beskrevs av Octave Parent 1929. Hercostomus santosi ingår i släktet Hercostomus och familjen styltflugor.
Artens utbredningsområde är Kanarieöarna. Inga underarter finns listade i Catalogue of Life.